# Спутник Дайсона — Харропа
Спутник Дайсона — Харропа — гипотетический проект космического аппарата больших размеров, предназначенного для генерации энергии с использованием солнечного ветра. Проект частично заимствует идеи сферы Дайсона, но имеет намного меньшие размеры и более прост в постройке, а также труднообнаружим на больших расстояниях.

## Описание
Основным элементом спутника является длинное кольцо из металлической проволоки, направленное к Солнцу. Проволока является заряженной и порождает цилиндрическое магнитное поле, захватывающее электроны, входящие в состав солнечного ветра. Электроны направляются в сферический металлический приёмник, порождая ток, который, в свою очередь, порождает магнитное поле проволоки, делая систему самоподдерживающейся. Ток, не требующийся для поддержания магнитного поля, питает инфракрасный лазер, направленный на энергособирающий приёмник на Земле. Атмосфера Земли не поглощает инфракрасный свет, так что система должна быть достаточно эффективной. Отдав энергию лазеру, электроны попадают на солнечный парус в форме кольца, где они могут быть возбуждены солнечным светом в достаточной степени, чтобы спутник оставался на околосолнечной орбите.
Довольно небольшой спутник Дайсона — Харропа, использующий медный провод толщиной 1 см и длиной 300 м, приёмник диаметром 2 метра и парус диаметром 10 м, находящийся на том же расстоянии от Солнца, что и Земля, может генерировать 1,7 мегаватт энергии. Спутники бо́льших размеров могут производить большее количество энергии. Спутники могут размещаться в любом месте Солнечной системы и объединяться в сети, генерирующие тераватты энергии.